# SN 2007ax
SN 2007ax – supernowa typu Ia odkryta 27 marca 2007 roku w galaktyce NGC 2577. Jej maksymalna jasność wynosiła 16,53m.